# Help Yourself
„Help Yourself” este un cântec al cântăreței britanice Amy Winehouse, extras de pe albumul Frank și promovat începând cu august 2004 sub egida casei de discuri Island Records. Piesa a avut statut de disc single cu două „fețe”, cealaltă compoziție inclusă pe el fiind „Fuck Me Pumps”.

## Clasamente
| Clasamente (2004)               | Cea mai înaltă poziție |
| ------------------------------- | ---------------------- |
| Regatul Unit - UK Singles Chart | 65                     |